# Норфолк (Небраска)
Норфолк (англ. Norfolk) — місто (англ. city) в США, в окрузі Медісон штату Небраска. Населення — 24 955 осіб (2020).

## Географія
Норфолк розташований за координатами 42°2′4″ пн. ш. 97°25′16″ зх. д. / 42.03444° пн. ш. 97.42111° зх. д. (42.034488, -97.421039).  За даними Бюро перепису населення США в 2010 році місто мало площу 27,93 км², з яких 27,69 км² — суходіл та 0,24 км² — водойми.

## Демографія
Згідно з переписом 2010 року, у місті мешкало 24 210 осіб у 9910 домогосподарствах у складі 6005 родин. Густота населення становила 867 осіб/км².  Було 10625 помешкань (380/км²).
Расовий склад населення:
| - 88,0 % — білих - 1,6 % — чорних або афроамериканців - 1,4 % — корінних американців - 0,6 % — азіатів - 6,3 % — осіб інших рас |

До двох чи більше рас належало 2,0 %. Частка іспаномовних становила 12,1 % від усіх жителів.
За віковим діапазоном населення розподілялося таким чином: 24,5 % — особи молодші 18 років, 60,9 % — особи у віці 18—64 років, 14,6 % — особи у віці 65 років та старші. Медіана віку мешканця становила 35,5 року. На 100 осіб жіночої статі у місті припадало 96,2 чоловіків;  на 100 жінок у віці від 18 років та старших — 94,2 чоловіків також старших 18 років.
Середній дохід на одне домашнє господарство  становив 60 058 доларів США (медіана — 46 250), а середній дохід на одну сім'ю — 68 196 доларів (медіана — 59 198). Медіана доходів становила 40 846 доларів для чоловіків та 30 879 доларів для жінок. За межею бідності перебувало 16,5 % осіб, у тому числі 24,0 % дітей у віці до 18 років та 6,5 % осіб у віці 65 років та старших.
Цивільне працевлаштоване населення становило 13 067 осіб. Основні галузі зайнятості: освіта, охорона здоров'я та соціальна допомога — 24,1 %, виробництво — 15,9 %, роздрібна торгівля — 12,4 %.